# Lee Adama
Leland Joseph "Lee" Adama este un personaj fictiv interpretat de Jamie Bamber în serialul reimaginat Battlestar Galactica. Este fiul lui William Adama și al lui Carolanne Adama.